# Gavin Williamson
Sir Gavin Alexander Williamson CBE (Scarborough, North Yorkshire, 1976. június 25. –) brit politikus, aki 2022 októbere és novembere között tárca nélküli államminiszteri posztot töltött be Rishi Sunak kormányában.

## Életpályája
2010-óta Dél-Staffordshire választókerület képviselője. 2017 és 2019 között az Egyesült Királyság védelmi minisztereként, 2019 és 2021 között oktatásügyi miniszterként tevékenykedett.

## Fordítás
- Ez a szócikk részben vagy egészben  a   Gavin Williamson című angol Wikipédia-szócikk ezen változatának fordításán alapul.  Az eredeti cikk szerkesztőit annak laptörténete sorolja fel. Ez a jelzés csupán a megfogalmazás eredetét és a szerzői jogokat jelzi, nem szolgál a cikkben szereplő információk forrásmegjelöléseként.